# 油木田一清
油木田 一清（ゆきた いっせい、1992年7月6日 - ）は、日本の俳優、モデル、脚本家、YouTuberである。サンミュージックに所属していたが、2018年5月より退社し、現在はフリー。

## 来歴・人物
- 熊本県熊本市出身。16歳で単身上京する。
- 愛称は「ゆっきー」
- 趣味は映画鑑賞、読書、散歩、バイク、漫画収集。特技はテニス、気功、スプーン曲げ。
- 2019年4月よりペットのトイプードルの「グリィ」の動画をYouTubeに投稿し始め、チャンネル登録者数が9万人を突破した。2020年8月25日、10万人突破記念の生配信を行った。

## 出演

### テレビドラマ
- ハンチョウ〜神南署安積班〜 シリーズ4第二話（2011年2月、TBS）
- 私立バカレア高校 第三話（2012年4月、NTV）
- 医療捜査官 財前一二三4（2013年11月、フジテレビ） - 水泳部員・松田役
- ダンダリン 労働基準監督官 最終話（2013年12月、NTV）
- 夜のせんせい 第三話（2014年2月、TBS）
- クロスロード 第三話（2016年2月、NHK BSプレミアム）
- 相棒 season14最終話(2016年2月、テレビ朝日)
- AKBラブナイト 恋工場第39話「恋愛禁止」岡部舞子のスキャンダル相手（2016年9月、テレビ朝日）
- トドメの接吻第6話（2018年2月、日本テレビ）
- 全裸監督　第8話 （2019年　Netflix）

### CM
- ウィルコム「スカート篇」（2011年2月）
- セレクトショップ「アンカークラフト」（2011年10月）
- 銀座ダイヤモンドシライシ「夜景の輝き篇」監督行定勲（2016年10月）
- フードロス・チャレンジ・プロジェクト（啓蒙）（2017年1月）
- ユーキャン「負けん気秘め子」（2017年1月）
- アサヒ飲料「ドデカミン」（2017年7月）
- 日産自動車保険 （2017年11月）
- Vap「ビデオの日プロモーション（2017年11月）
- Jリーグ開発動画「その言葉はサッカーを愛しているか」（2018年1月）
- センチュリー21・ジャパン「CM WEB」（2018年6月）
- 東京ディズニーランド　PV （2018年）
- 花王　サクセス24（2019年）
- 東和不動産　FUJI MOTER FORESUTO (2021年)
- 株式会社ダイナム 「ひろげよう笑顔の輪」（2021年）

### 映画
- SNOW GIRL「監督・山下大裕」池ノ内　誠役（2013年4月）
- 弥生の虹「監督・山下大裕」立石洋平役（2015年9月）
- うつくしいひと「監督・行定勲」主人公 青年期役（2016年2月）
- HK 変態仮面 アブノーマル・クライシス「監督・福田雄一」 （2016年5月）
- いつか、きらめきたくて。「監督・山下大裕」 （2017年3月）主演
- 新宿ストロベリー　「監督・酒井翔太郎」　（2019年）
- きばいやんせ！私　「監督・武正晴」（2019年）
- One Cut in the LIFE「監督・発智新太郎」「2020年）

### 舞台
- 「student」松本秀一役（2011年9月）
- 「オサエロ」浅井勝彦役（2011年12月）
- 「プールサイドストーリー」たけし役（2012年7月）
- 「信長」（スペースゼロ）小兵太（馬廻り）役（2012年8月）
- 劇団6番シードロングラン公演「傭兵ども!砂漠を走れ!」トキトー役（2012年11月）
- 「GO，JET!GO!GO!」JET役（2013年4月）
- 劇団6番シード20周年記念公演「call me call you」明智役（2013年7月）
- 「UDA☆MAP第2回公演アリゾナ侍ガールズ」クサーキー・ラブオ役（2013年9月）
- 「GO，JET!GO!GO!vol，5」大地役（2013年10月）
- 劇団6番シード第57回公演オレンジ新選組」夜吉役（2014年5月）
- 「PRAID」大樹役（2014年8月）
- 「UDA☆MAP第3回公演「新宿☆アタッカーズ」土呂濾樹 卓役（2014年9月）
- 劇団6番シード第58回公演「メイツ」 轟マモル役（2014年10月）
- 「虚ろの姫と害獣の森」（新宿村live）キモイ役（2014年12月）
- 「黄金郷〜中田氏は高慢で候〜」主役 中田則之役（2015年3月）
- 「LOOPTHELOOP〜飽食の館〜」狩野朱希役（2015年5月）

### ミュージックビデオ
- JUNKSTAR(青い空の下で)（2016年9月）
- MOROHA(革命)監督:行定勲（2018年6月）

### 広告
- 母の日プロモーション日比谷花壇（Web）（2016年4月）

### ラジオ
- オーディオドラマレットミー・レットユー(主役 岡崎大悟役)（2016年5月）

### 脚本
- カルティア城の聖石新宿村live（2015年10月）

### バラエティ
- オモクリ監督(バカリズム監督)(タレント)（2015年9月、フジテレビ）
- イケ男！おもてなしキャンプ 第1話、第2話（2018年4月、BS日テレ）
- 教えてもらう前と後(#24 TBS)（2018年6月）